# غري كلارك
غري كلارك (بالإنجليزية: Grey Clarke)‏ هو لاعب كرة قاعدة أمريكي، ولد في 26 سبتمبر 1912 في فولتون في الولايات المتحدة، وتوفي في 23 نوفمبر 1993 في كانابوليس في الولايات المتحدة.

## وصلات خارجية
- غري كلارك على موقعبيزبول رفرنس.كوم (الدوري الرئيسي) (الإنجليزية)